# Rue du Printemps (Bruxelles)
Pour les articles homonymes, voir Rue du Printemps.
La rue du Printemps (en néerlandais : Lentestraat) est une rue bruxelloise de la commune d'Ixelles qui va de l'avenue des Saisons à l'avenue de la Couronne en passant par la rue de l'Été et la rue Eugène Cattoir. Dans le quartier, il y a également une rue de l'Automne, mais pas de rue d'Hiver.
La numérotation des habitations va de 1 à 69 pour le côté impair et de 2 à 64 pour le côté pair.